# Plana (kráter)

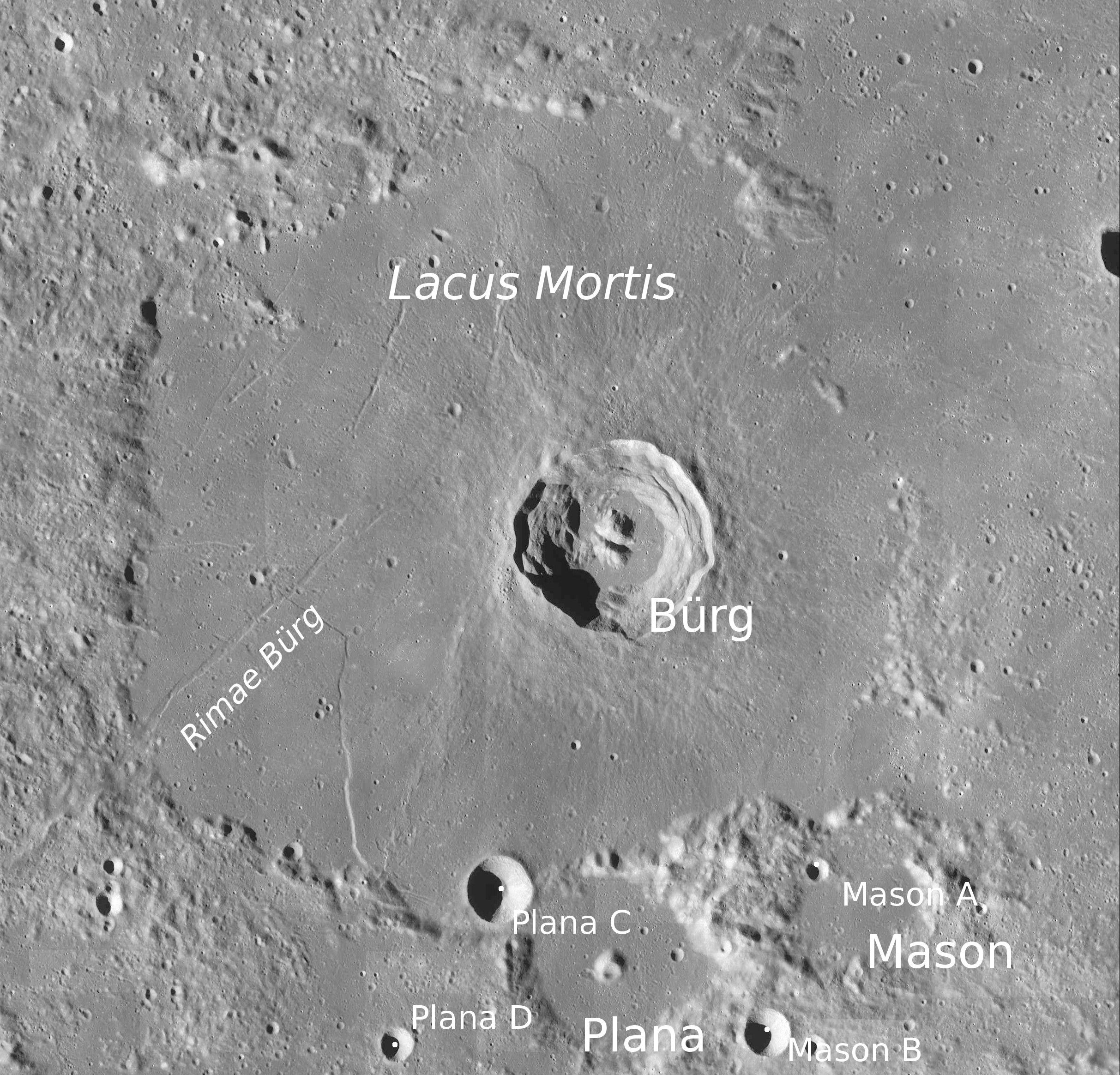
Poloha kráteru Plana.

Plana je měsíční impaktní kráter se středovou horou nacházející se na rozhraní Lacus Mortis (Jezero smrti) (severně) a Lacus Somniorum (Jezero snů) (jižně) na přivrácené straně Měsíce. Má průměr 44 km, pojmenován byl podle italského astronoma Giovanni A. A. Plany.
V těsné blízkosti leží kráter Mason (východně), severně se v Jezeru smrti tyčí okrajové valy výrazného kráteru Bürg.

## Satelitní krátery
V okolí kráteru se nachází několik menších kráterů. Ty byly označeny podle zavedených zvyklostí jménem hlavního kráteru a velkým písmenem abecedy.
| Plana | Sel. šířka | Sel. délka | Průměr |
| ----- | ---------- | ---------- | ------ |
| C     | 42.7° S    | 27.1° V    | 14 km  |
| D     | 41.7° S    | 26.2° V    | 7 km   |
| E     | 40.5° S    | 23.6° V    | 6 km   |
| F     | 39.8° S    | 24.0° V    | 5 km   |
| G     | 39.1° S    | 22.9° V    | 9 km   |